# Carnaval de Magé
O Carnaval de Magé é marcado atualmente pelos desfiles das escolas de samba e dos blocos carnavalescos e embalo. sendo que as escolas de samba e blocos carnavalescos desfilam na Rua Doutor Siqueira, bem no centro do município . sendo organizado pela Comissão do Carnaval Mageense (COCAMA). já os blocos de embalo desfilam em diversos bairros, como: Santo Aleixo.
Atualmente os desfiles das escolas de samba e composto pela Flor de Magé, União do Canal e Mundo Novo. sendo a Flor de Magé, maior ganhadora do carnaval da cidade e até os anos 90, já sendo alguns dizem, ser a primeira escola do Brasil. já nos blocos, os desfiles sempre são vencidos pelo Vila Nova.

## Campeãs
| Ano  | Escola Campeã | Ref.  | Bloco Campeão | Ref.  |
| ---- | ------------- | ----- | ------------- | ----- |
| 2010 | Mundo Novo    |       | Vila Nova     |       |
| 2011 | Flor de Magé  |       | Vila Nova     |       |
| 2012 | Flor de Magé  | [ 4 ] | Vila Nova     | [ 4 ] |
| 2013 | Flor de Magé  | [ 5 ] | Vila Nova     | [ 5 ] |